# Табачная промышленность Кубы
Табачная промышленность Кубы исторически является одной из главных отраслей экономики Кубы.

## История
Табак выращивали обитавшие на острове индейские племена, но первые табачные плантации были заложены после того, как Куба стала колонией Испании.
В 1541 году начало работу первое предприятие по производству сигар[уточнить].
В связи с нехваткой рабочей силы, начался ввоз негров-рабов, труд которых использовали на плантациях. В XVII веке начинается вывоз выращенного на Кубе табака в Испанию, но в это время экономическое развитие острова искусственно сдерживалось испанскими колониальными властями — в частности, ввоз иностранных товаров был разрешён только через порты Севилья и Кадис и облагался высокими таможенными пошлинами. В результате, в XVII—XVIII вв. получила широкое развитие контрабандная торговля.
11 апреля 1717 года король Испании Филипп V подписал указ «Estanco del Tabaco» о введении на Кубе табачной монополии. В 1717, 1721 и 1723 годы по Кубе прокатились восстания крестьян, требовавших отмены табачной монополии, которая ограничивала производство табака. В результате, в 1762—1763 годы, во время захвата острова британцами здесь был введён режим свободы торговли, а Испания, возвратившая остров в следующем году, была вынуждена на некоторое время смягчить ограничения.
В середине XVIII века на острове начался процесс дробления скотоводческих латифундий, на месте которых возникали сахарные и табачные плантации, в результате здесь окончательно складывается класс землевладельцев-креолов (хотя выращивание табака в мелких хозяйствах сохранилось). К началу XIX века на Кубе складывается многоукладная система экономики, начинается развитие капиталистических отношений (связанное с переходом к использованию наёмного труда на крупных латифундиях).
После начала войны за независимость испанских колоний, испанские власти на Кубе пошли на уступки и 23 июня 1817 года здесь была отменена табачная монополия. Тогда же, в 1817 году был введён запрет на работорговлю (однако на практике, использование рабов по-прежнему продолжалось). В 1830-е годы появились первые табачные и сигарные фабрики, на которых применяется труд колонов и наёмных рабочих.
В 1860е годы на острове возникают первые рабочие организации (одной из которых являлась «Ассоциация табачников Гаваны»). B 1866 году на табачной фабрике «Карвахаль и Кабаньяс» в Гаване произошла первая в истории Кубы забастовка рабочих.
Начавшаяся 10 октября 1868 года «десятилетняя война» 1868—1878 гг. осложнила положение на острове.
В 1891 году между США и Испанией был заключён торговый договор, в результате которого влияние США на экономику Кубы существенно усилилось.

### 1898—1958

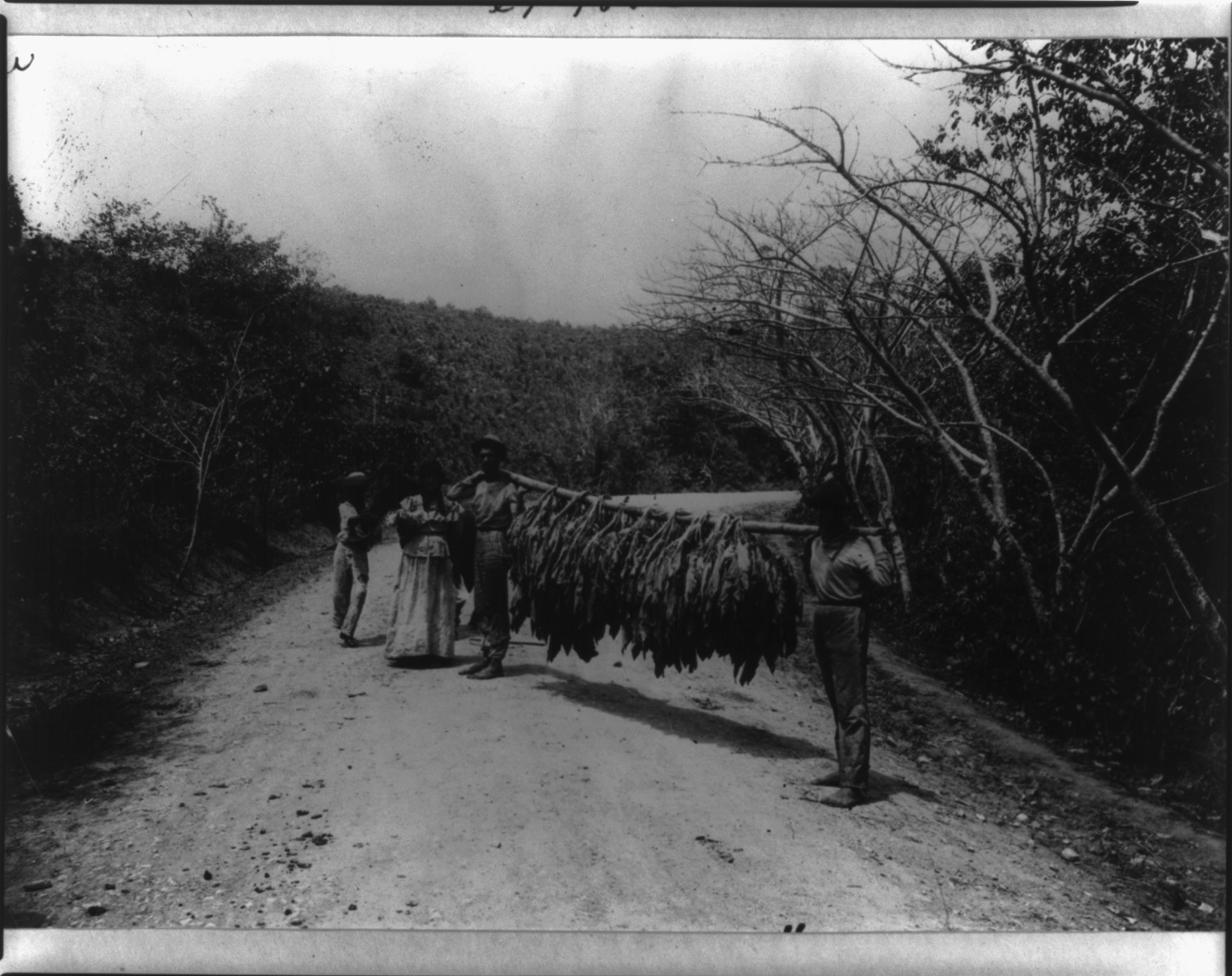
транспортировка табачных листьев (Куба, начало XX века)

В 1898 году, после окончания войны за независимость Куба перешла под контроль США (американская оккупация острова продолжалась до 20 мая 1902 года, а в 1903 году была принята «поправка Платта», разрешавшая США вводить на Кубу войска без санкции со стороны кубинского правительства). Таким образом, Куба была фактически превращена в полуколонию США. В 1902 году 90 % экспорта кубинских сигар контролировала американская копания «American Tobacco Co.».
Первая мировая война и начавшийся вслед за ней экономический кризис ухудшил положение в стране. В 1917—1918 годы по стране прокатилась волна забастовок и восстаний, которые стали причиной оккупации острова войсками США в 1917—1922 годы. Вследствие экономического кризиса 1920—1921 года кредитно-финансовая сфера, внешняя торговля и промышленность страны переходят под управление американских банков и компаний. Значительная часть инвестиций США в этот период поступала в плантационное земледелие и табачную промышленность.
В целом, по состоянию на начало 1930-х годов Куба представляла собой типичную тропическую полуколониальную страну. Основой экономики являлось монокультурное сельское хозяйство. Основными экспортными товарами являлись тростниковый сахар и табак (в 1934 году они составляли свыше 90 % объёма экспорта). При этом, посевы зерновых для внутреннего употребления были сравнительно невелики, и не обеспечивали потребности страны в продовольствии (35 % импорта составляли продукты питания).
В течение Второй мировой войны, с 1939 по 1945 годы приток денежных средств и поставки товаров из стран западной Европы практически прекратились и основным источником финансирования являлись реинвестиции. В этот период США стали единственным поставщиком промышленных изделий и горючего для Кубы, а также основным рынком сбыта продукции национальной экономики.
К началу 1950-х годов под табаком находилось 2,9 % всех обрабатываемых сельскохозяйственных земель страны. В 1958 году на Кубе имелось 1,3 тыс. табачных предприятий. Общая численность занятых в табачном производстве в 1958 году составляла 129,1 тыс. человек.

### 1959—1991
После победы Кубинской революции в 1959 году США прекратили сотрудничество с правительством Ф. Кастро и стремились воспрепятствовать получению Кубой помощи из других источников. Власти США ввели санкции против Кубы (в том числе, запретили продажу кубинского табака и табачных изделий в США), а 10 октября 1960 года правительство США установило полное эмбарго на поставки Кубе любых товаров (за исключением продуктов питания и медикаментов). Вслед за США торговые и дипломатические отношения с Кубой разорвала Южная Корея.
В 1961 году табачная промышленность Кубы произвела 8,7 млрд сигарет и 203 млн сигар. 1 января 1962 года было создано государственное предприятие «Empresa Cubana del Tabaco», в ведение которого передали вопросы табачной промышленности.
В 1972 году началось издание научно-технического журнала «Cuba Tabaco», посвященного вопросам табаководства и табачной промышленности.
К началу 1980-х годов основой экономики Кубы по-прежнему оставалось производство сахара, от которого зависело несколько отраслей промышленности (кондитерская, спиртовинодельческая, химическая…), сельского хозяйства (использование отходов) и транспортная система. Тем не менее, к этому времени на Кубе была преодолена зависимость экономики от экспорта тростникового сахара, табака и рома, созданы ряд отраслей современной индустрии.
В 1987 году был начат выпуск сигарет «Cohiba» (в дальнейшем ставших одними из самых массовых сигарет в стране).

### После 1991

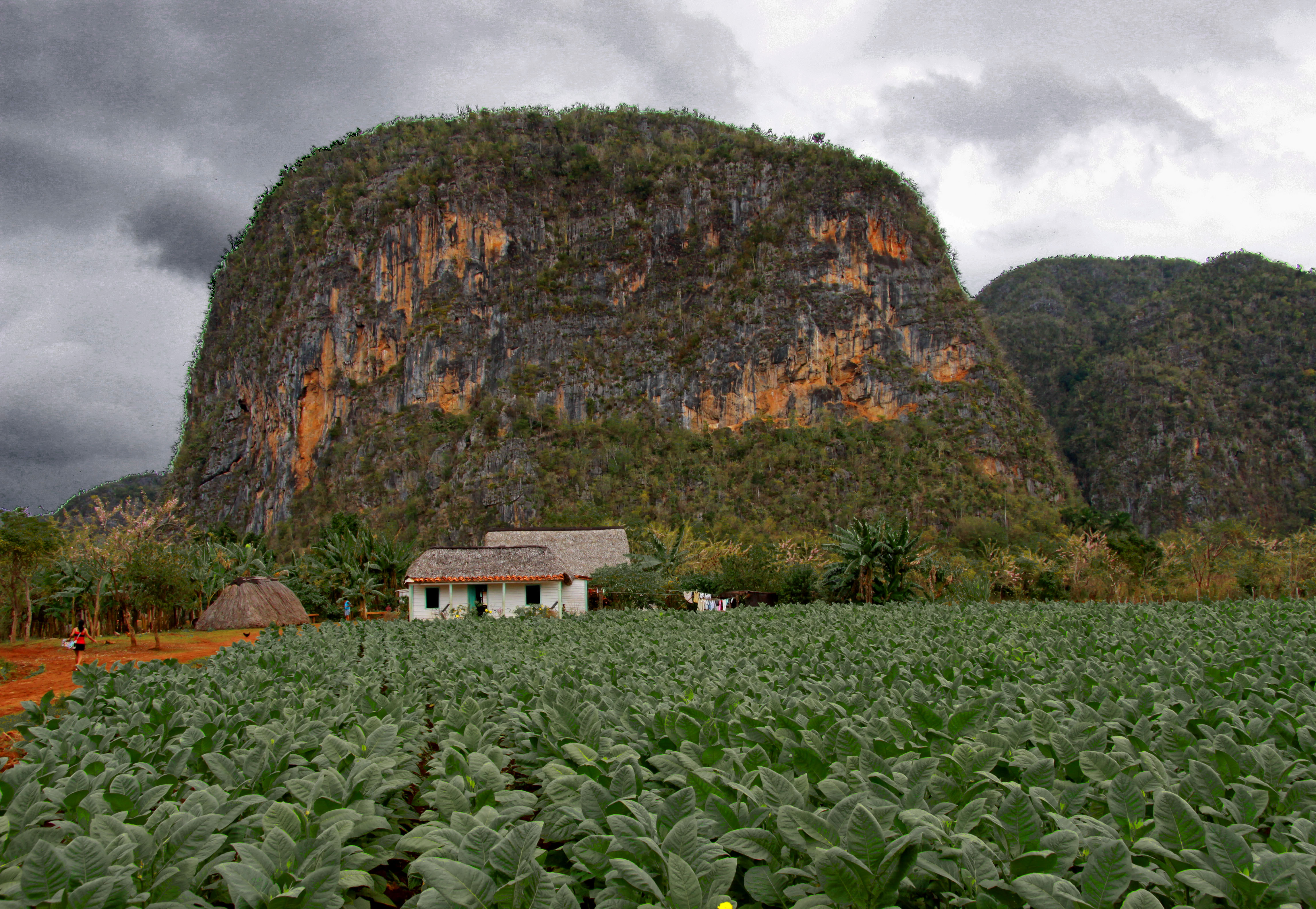
табачная плантация в долине Виналес (24 января 2013)

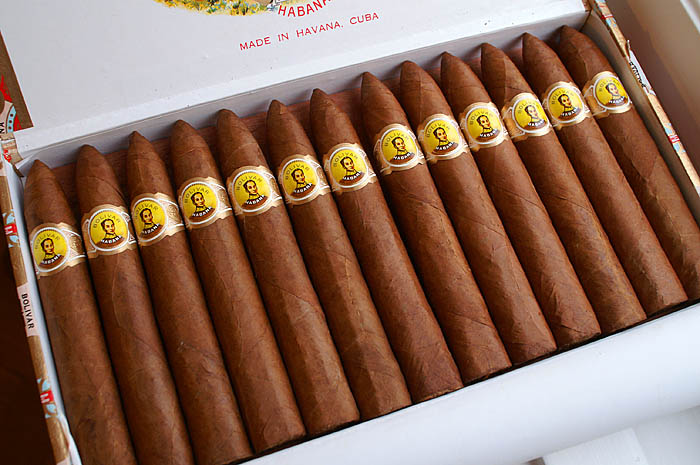
коробка с кубинскими сигарами «Bolivar Belicosos Finos»

Распад СССР и последовавшее разрушение торгово-экономических и технических связей привело к ухудшению состояния экономики Кубы в период после 1991 года. Правительством Кубы был принят пакет антикризисных реформ, введён режим экономии.
В октябре 1992 года США ужесточили экономическую блокаду Кубы, приняв дополнительные санкции (Cuban Democracy Act).
По состоянию на начало 2000х годов табачная промышленность по-прежнему оставалась важной отраслью экономики, знаменитые кубинские сигары производили шесть табачных фабрик.
В октябре 1992 года США ужесточили экономическую блокаду Кубы и ввели новые санкции (Cuban Democracy Act). 12 марта 1996 года конгресс США принял закон Хелмса-Бёртона, предусматривающий дополнительные санкции против иностранных компаний, торгующих с Кубой. Судам, перевозящим продукцию из Кубы или на Кубу, запрещено заходить в порты США.
В 1999 года на экспорт был начат выпуск новой марки сигарет «Romeo y Julieta».
В октябре 2004 года США ввели дополнительные запреты на приобретение кубинских сигар (импорт кубинских сигар полностью запрещен, за нарушение установлен штраф до 250 тысяч долларов для частных лиц и до 1 миллиона долларов для компаний. Нарушители также могут быть подвергнуты тюремному заключению сроком до десяти лет. Помимо этого гражданам США запретили покупать и даже курить кубинские сигары не только на территории США, но и во всем мире).
В 2005 году на Кубе было открыто торговое представительство Южной Кореи (KOTRA), однако объёмы торговли между странами оставались невелики из-за опасения санкций США к участникам торговли с Кубой.
В 2006 году площади под табаком составляли 65,2 тыс. гектаров, производство — 29,7 тыс. тонн.
Осенью 2020 года ураган «Эта» нанёс ущерб сельскому хозяйству страны, пострадали 12 культур (в том числе, урожай бананов, табака, кофе, какао, помидоров, бониато, кукурузы и риса). Площадь пострадавших табачных полей составила 1171 гектаров (при этом на площади 584 га посевы табака были полностью уничтожены).
Подписание меморандума о взаимопонимании между торговыми палатами Кубы и Южной Кореи способствовало развитию товарооборота между странами. В 2021 году экспорт кубинского табака в Южную Корею составил 573 тыс. долларов США. 14 февраля 2024 года дипломатические отношения между Кубой и Южной Кореей были восстановлены.

## Современное состояние
Табачные плантации сосредоточены в долине Виналес, на территории провинций Пинар-дель-Рио и Вилья-Клара. В связи с необходимостью соблюдения технологии производства сигар, при изготовлении наиболее дорогих сортов средства механизации практически не используются вплоть до настоящего времени.

## Дополнительная информация
- в Гаване действует Музей табака (Museo del Tabaco), посвящённый истории выращивания табака на острове.